# Бранг, Питер
Питер Бранг (нем. Peter Brang, 23 мая 1924, Франкфурт-на-Майне — 14 апреля 2019, Швейцария) — швейцарский славист немецкого происхождения. Профессор Цюрихского университета. Член-корреспондент Австрийской академии наук. Автор книги «Россия неизвестная: История культуры вегетарианских образов жизни с начала до наших дней».

## Биография
Питер Бранг родился в семье актёра и режиссёра Питера Бранга и его первой жены учительницы Неллы в девичестве Зауэр. Его родители развелись в 1930 году, и он рос со своей матерью и сестрой в Штайнхайм-ан-дер-Мурр. Семья голодала и основным питанием в те годы были овощи и фрукты из собственного сада. Поэтому Питер с юных лет стал вегетарианцем и всю свою жизнь был приверженцем здорового образа жизни.
С 1934 года учился в средней школе в Ханау. В школе обнаружилась его способность к языкам, он прекрасно освоил английский и итальянский языки. Во время Второй мировой войны, весной 1942 года Бранг был призван в армию и работал переводчиком. В 1943 году Бранг служил в Украине, где начал самостоятельно изучать русский язык. В августе 1944 года попал в американский плен. С лета 1945 по февраль 1946 года Бранг находился в США, в Мидлтауне, штат Пенсильвания, в американском лагере. Там он продолжал заниматься русским, а также древнегреческим языками.
После окончания войны, он поступил в Франкфуртский университет имени Иоганна Вольфганга Гёте, где изучал филологию. С осени 1949 года продолжил учёбу в Марбурге. В 1952 году получил докторскую степень под руководством Лудольфа Мюллера. В 1959 году в Боннском университете получил квалификацию преподавателя и разрешение на преподавание. С 1961 г. он был доцентом, а в 1964 г.стал профессором Цюрихского университета. С 1961 по 1990 годы заведующий кафедрой славянской филологии в Цюрихском университете. С 1968 по 2009 год он был соредактором журнала славянской филологии «Zeitschrift für slavische Philologie» С 1980 года Бранг был членом-корреспондентом зарубежного философско-исторического класса Австрийской академии наук, а с 1987 года стал членом- корреспондентом Академии наук и литературы в Майнце.

## Научное творчество
Основные работы Питера Бранга были в области лингвистики и литературоведения. Это проблемы и история славяноведения в русской литературе XIX и XX веков, славянская социолингвистика, искусство декламации у славян, история вегетарианства в России. Славянские языки и литературу он изучал на фоне истории и культуры. В своей научной деятельности Питер Бранг исследовал творчество А. С. Пушкина, И. С. Тургенева и других русских классиков.
Петер Бранг многое сделал, для того, чтобы в Швейцарии русский язык был представлен как можно шире. При его авторитетной поддержке, осенью 1969 года, на славянском семинаре университета Цюриха было создано Общество преподавателей русского языка в Швейцарии.
В 1988 году профессором Питером Брангом и его коллегами — славистами Швейцарии, при поддержке Швейцарского Национального фонда — «Швейцарско-славянские и швейцарско-восточноевропейские взаимосвязи», была издана антология по истории образа Швейцарии и её народа в культурном и политическом сознании западных, южных и восточных славян. Бранг с 1963 по 1993 года являлся представителем от Швейцарии в Международном славистском комитете.
Питер Бранг, в 1992 году, издал книгу «нем. Ein unbekanntes Russland. Kulturgeschichte vegetarischer Lebensweisen von den Anfängen bis zur Gegenwart». В 2006 году эта книга вышла в России под названием «Россия неизвестная: История культуры вегетарианских образов жизни с начала до наших дней». В книге впервые подробно, на основе архивных материалов, раскрывается история вегетарианского движение в России. Показывается эхо вегетарианских идей в сочинениях Н. С. Лескова, А. П. Чехова, М. П. Арцыбашева, В. С. Соловьёва, Натальи Нордман, И. Ф. Наживина, В. В. Маяковского, а также художников П. П. Трубецкого, И. Е. Репина, Н. Н. Ге и многих других. Изображаются судьбы вегетарианских обществ, ресторанов, журналов, отношение к вегетарианству врачей; прослеживаются тенденции в развитии этого движения вплоть до его подавления после 1917 года, когда вегетарианские концепты продолжали существовать только в «научной утопии» и в «научной фантастике». Эта книга — исторически и научный путеводитель по литературе и источникам связанным с вегетарианством в России. Это единственная книга по истории вегетарианства в России.

## Награды
- Медаль А. С. Пушкина (2009 год, Международная ассоциация преподавателей русского языка и литературы)[10].